# Калининский сельсовет (Ветковский район)
Калининский сельсовет (бел. Калі́нінскі сельсавет) — упразднённая административно-территориальная единица в составе Ветковского района Гомельской области Беларуси. Административный центр — деревня Тарасовка.

## История
После второго укрупнения БССР с 8 декабря 1926 года сельсовет в составе Ветковского района Гомельского округа БССР. Центр — деревня Калинино.
30 декабря 1927 года сельсовет укрупнен, в его состав вошла территория упразднённого Дубоволожского сельсовета.
После упразднения окружной системы 26 июля 1930 года в Ветковском районе БССР, с 20 февраля 1938 года — Гомельской области.
В 1939 году центр сельсовета перенесен в деревню Дубовый Лог.
16 июля 1954 года к сельсовету присоединена территория упразднённых Рудня-Споницкого и Тарасовского сельсоветов, центр сельсовета перенесен в деревню Тарасовка.
8 апреля 1957 года в состав Сивинского сельсовета Добрушского района перечислены 3 населенных пункта (Дубовый Лог, Леонтьево и Млынок).
С 25 декабря 1962 года сельсовет в составе Гомельского района, с 6 января 1965 года — в составе восстановленного Ветковского района.
На 1 января 1974 года в составе Калининского сельсовета 6 населённых пунктов.
В 1987 году упразднён посёлок Малая Тарасовка (см. Тарасовка).
27 августа 1991 года к сельсовету присоединена территория упразднённого Сивинского сельсовета и часть упразднённого Бартоломеевского сельсовета.
11 августа 1993 года Калининский сельсовет упразднен, населённые пункты переданы в административное подчинение Ветковского горсовета.

## Состав
- Тарасовка — деревня